# Nelinho (football, 1948)
Pour les articles homonymes, voir Nelinho.
Joaquim Manuel Rodrigues Silva Marques, appelé plus communément Nelinho, est un footballeur portugais né le 22 août 1948 à Lisbonne. Il évolue au poste d'ailier.

## Biographie

### En club
Nelinho évolue principalement en faveur du Benfica Lisbonne et du Sporting Braga. 
Il dispute un total de 154 matchs en première division portugaise, inscrivant 32 buts. Il réalise sa meilleure performance lors de la saison 1976-1977, où il inscrit neuf buts.
Au sein des compétitions européennes, il joue cinq matchs en Coupe d'Europe des clubs champions, et deux en Coupe de l'UEFA. Il est quart de finaliste de la Coupe d'Europe des clubs champions en 1976 avec le Benfica, en étant battu par le Bayern Munich.

### En équipe nationale
International portugais, il reçoit deux sélections en équipe du Portugal en 1977 et en 1979, sans inscrire de but,.
Son premier match en équipe nationale a lieu le 30 mars 1977 contre la Suisse en amical (victoire 1-0 à Funchal).
Son dernier match en équipe nationale a lieu le 26 septembre 1979, contre l'Espagne en amical (match nul 1-1 à Vigo).

## Palmarès
Avec le Benfica Lisbonne :
- Champion du Portugal en 1973, 1975, 1976 et 1977.
- Vice-champion du Portugal en 1974.
- Finaliste de la Coupe du Portugal en 1974 et 1975.

Avec le CS Marítimo :
- Champion du Portugal de D2 en 1982.

Avec le SC Farense :
- Champion du Portugal de D2 en 1983.